# Herberth E. Herlitschka
Herberth Egon Herlitschka (* 26. Dezember 1893 in Wien; † 6. Juni 1970 in Bern) war ein österreichischer Übersetzer, der zahlreiche Werke der Weltliteratur erstmals aus dem Englischen ins Deutsche übertrug.

## Übersetzungen (Auswahl)
| Werk in Englisch      | Werk in Englisch                                | Werk in Englisch        | Herlitschka-Übersetzung | Herlitschka-Übersetzung                              | Bemerkungen |
| Autor                 | Titel                                           | Erscheinungsjahr        | Titel | Erscheinungsjahr                                     | Bemerkungen |
| --------------------- | ----------------------------------------------- | ----------------------- | --- | ---------------------------------------------------- | --- |
| Ann Bridge            | Peking Picnic                                   | 1932                    | Peking Picknick | 1950 (Hamburg: Marion von Schröder Verlag)           | |
| Nigel Balchin         | The Small Back Room                             | 1943                    | Abteilung IIc | 1951 (Hamburg: Krüger Verlag)                        | |
| Nigel Balchin         | Mine Own Executioner                            | 1945                    | Mein eigener Henker | 1948 (Zürich: Steinberg Verlag)                      | |
| Samuel Butler         | Erewhon                                         | 1872                    | Jenseits der Berge oder Merkwürdige Reise ins Land Aipotu | 1928 (Wien: Phaidon)                                 | |
| William Faulkner      | Sanctuary                                       | 1931                    | Die Freistatt | 1951 (Zürich: Artemis Verlag)                        | |
| James Hilton          | Lost Horizon                                    | 1933                    | Irgendwo in Tibet | 1937 (Wien: Reichner)                                | Andere Titel: Der verlorene Horizont; Shangri-La |
| James Hilton          | Goodbye, Mr. Chips                              | 1934                    | Leb wohl, alter Chips! | 1936 (Wien: Reichner)                                | Andere Titel: Leb wohl, Mr. Chips!; Leb wohl, Mister Chips! |
| Aldous Huxley         | Those Barren Leaves                             | 1925                    | Parallelen der Liebe | 1929 (Leipzig: Insel)                                | |
| Aldous Huxley         | Two or three graces                             | 1926                    | Zwei oder drei Grazien | 1931 (Leipzig: Insel)                                | |
| Aldous Huxley         | Point Counter Point                             | 1928                    | Kontrapunkt des Lebens | 1930 (Leipzig: Insel)                                | |
| Aldous Huxley         | Brave New World                                 | 1932                    | Welt – wohin? | 1932 (Leipzig: Insel)                                | Andere Titel: Wackere neue Welt; Schöne neue Welt |
| Aldous Huxley         | Eyeless in Gaza                                 | 1936                    | Geblendet in Gaza | 1953 (München: Piper)                                | |
| Aldous Huxley         | After Many a Summer                             | 1939                    | Nach vielen Sommern | 1945 (Leipzig: Insel)                                | |
| Aldous Huxley         | Grey eminence: a study of religion and politics | 1941                    | Die graue Eminenz: eine Studie über Religion und Politik | 1948 (Zürich: Steinberg Verlag)                      | |
| Aldous Huxley         | Time Must Have a Stop                           | 1944                    | Zeit muss enden | 1950 (Zürich: Steinberg Verlag)                      | |
| Aldous Huxley         | Science, Liberty and Peace                      | 1946                    | Wissenschaft, Freiheit und Frieden | 1947 (Zürich: Steinberg Verlag)                      | |
| Aldous Huxley         | Themes and Variations                           | 1950                    | Themen und Variationen | 1952 (München: Piper)                                | |
| Aldous Huxley         | The Devils of Loudun                            | 1952                    | Die Teufel von Loudun | 1955 (München: Piper)                                | |
| Aldous Huxley         | The Doors of Perception                         | 1954                    | Die Pforten der Wahrnehmung | 1954 (München: Piper)                                | |
| Aldous Huxley         | The Genius and the Goddess                      | 1955                    | Das Genie und die Göttin | 1956 (München: Piper)                                | |
| Aldous Huxley         | Heaven and Hell                                 | 1956                    | Himmel und Hölle | 1957 (München: Piper)                                | Fortsetzung von The Doors of Perception (Die Pforten der Wahrnehmung) |
| Aldous Huxley         | Brave New World Revisited                       | 1958                    | Dreißig Jahre danach oder Wiedersehen mit der Wackeren Neuen Welt | 1960 (München: Piper)                                | Andere Titel: Dreißig Jahre danach oder Wiedersehen mit der Schönen Neuen Welt; Dreißig Jahre danach (im Doppelband mit Schöne neue Welt); Wiedersehen mit der Schönen neuen Welt |
| Julian Huxley (Hrsg.) | Aldous Huxley, 1894-1963: A Memorial Volume     | 1965                    | Aldous Huxley zum Gedächtnis | 1969 (München: Piper)                                | |
| Charles und Mary Lamb | Tales from Shakespeare                          | 1807                    | Das Shakespeare-Geschichtenbuch | 1928 (Wien: Phaidon)                                 | |
| D.H. Lawrence         | The Woman Who Rode Away                         | 1925                    | Die Frau, die davonritt | 1931 (Leipzig: Insel)                                | |
| D.H. Lawrence         | Lady Chatterley's Lover                         | 1928                    | Lady Chatterley und ihr Liebhaber | 1930 (Leipzig und Wien: E.P. Tal & Co.)              | Andere Titel: Lady Chatterleys Liebhaber; Lady Chatterley |
| Katherine Mansfield   | Her First Ball                                  | 1921                    | Ihr erster Ball | 1948 (Zürich: Verlag die Arche)                      | |
| Charles Morgan        | The Fountain                                    | 1932                    | Der Quell | 1933 (Stuttgart: Deutsche Verlags-Anstalt)           | |
| Charles Morgan        | The Voyage                                      | 1940                    | Die Lebensreise | 1943 (Zürich: Humanitas-Verlag)                      | Andere Titel: Die Reise |
| Murasaki Shikibu      | The Tale of Genji                               | 1925–1933 (sechs Bände) | Die Geschichte vom Prinzen Genji, wie sie geschrieben wurde um das Jahr Eintausend unserer Zeitrechnung von Murasaki, genannt Shikibu, Hofdame der Kaiserin von Japan | 1937 (Leipzig: Insel Verlag)                         | Erschienen in zwei Bänden; Zweitübersetzung der englischen Übersetzung von Arthur Waley                                                                                           |
| Thornton Wilder       | The Cabala                                      | 1926                    | Die Cabala | 1929 (Leipzig: E.P. Tal & Co.)                       | |
| Thornton Wilder       | The Bridge of San Luis Rey                      | 1927                    | Die Brücke von San Luis Rey | 1929 (Leipzig: E.P. Tal & Co.)                       | |
| Thornton Wilder       | The Woman of Andros                             | 1930                    | Die Frau aus Andros | 1952 (Frankfurt a. M.: S. Fischer Verlag)            | |
| Thornton Wilder       | Heaven's My Destination                         | 1935                    | Dem Himmel bin ich auserkoren | 1951 (Frankfurt a. M.: S. Fischer Verlag)            | |
| Thornton Wilder       | The Ides of March                               | 1948                    | Die Iden des März | 1949 (Amsterdam: Bermann-Fischer)                    | |
| Thornton Wilder       | The Eighth Day                                  | 1967                    | Der achte Schöpfungstag | 1968 (Frankfurt a. M.: S. Fischer Verlag)            | Übersetzt zus. mit Marlys Herlitschka |
| Virginia Woolf        | Mrs Dalloway                                    | 1925                    | Mrs. Dalloway | 1955 (Berlin und Frankfurt a. M.: S. Fischer Verlag) | Übersetzt zus. mit Marlys Herlitschka; andere Titel: Eine Frau von fünfzig Jahren                                                                                                 |
| Virginia Woolf        | To the Lighthouse                               | 1927                    | Die Fahrt zum Leuchtturm | 1956 (Frankfurt a. M.: S. Fischer Verlag)            | Übersetzt zus. mit Marlys Herlitschka |
| Virginia Woolf        | Orlando – A Biography                           | 1928                    | Orlando: Eine Biographie | 1961 (Frankfurt a. M.: S. Fischer Verlag)            | Übersetzt zus. mit Marlys Herlitschka |
| Virginia Woolf        | The Waves                                       | 1931                    | Die Wellen | 1959 (Frankfurt a. M.: S. Fischer Verlag)            | Übersetzt zus. mit Marlys Herlitschka |
| Virginia Woolf        | Flush: A Biography                              | 1933                    | Flush: Die Geschichte eines berühmten Hundes | 1934 (Frankfurt a. M.: S. Fischer Verlag)            | Andere Titel: Flush |
| Virginia Woolf        | The Years                                       | 1937                    | Die Jahre | 1954 (Frankfurt a. M.: S. Fischer Verlag)            | Übersetzt zus. mit Marlys Herlitschka |
| Virginia Woolf        | Between the Acts                                | 1941                    | Zwischen den Akten | 1963 (Frankfurt a. M.: S. Fischer Verlag)            | Übersetzt zus. mit Marlys Herlitschka |
| William Butler Yeats  | The secret rose                                 | 1897                    | Die chymische Rose | 1927 (Hellerau: Jakob Hegner)                        | Andere Titel: Die geheime Rose |